# NFL 2017
Die NFL-Saison 2017 war die 98. Saison im American Football in der National Football League (NFL). Die Regular Season begann am 7. September 2017. Die Saison 2017 endete am 4. Februar 2018 mit dem Super Bowl LII im U.S. Bank Stadium in Minneapolis, Minnesota.
Mit den San Diego Chargers verlegte im zweiten Jahr in Folge ein Team seine Wirkungsstätte in die Region Los Angeles. Die Chargers hatten am 12. Januar 2017 ihre Absicht bekundet, von San Diego wegzuziehen. Zudem stimmten beim Treffen der NFL-Klubbesitzer 31 der 32 Teambesitzer dem Umzug der Oakland Raiders nach Las Vegas zu. Allerdings spielen die Raiders noch bis mindestens 2019 in Oakland.
Die Atlanta Falcons spielten ihre erste Saison im neuen Mercedes-Benz Stadium, das neben dem Gelände des Georgia Domes, ihrer ehemaligen Heimstätte, erbaut worden war.

## Regeländerungen
Beim Treffen der NFL-Klubbesitzer am 28. März 2017 wurden folgende neue Regeln beschlossen bzw. verlängert:
- Das Überspringen der O-Line beim Schießen eines Field Goal ist verboten.
- Es wurde einem zentralisierten Video-Replay-System zugestimmt.
- Besonders heftige Hits gegen den Kopf werden mit dem sofortigen Ausschluss des Spielers bestraft.
- Die 2016 eingeführte Regel, dass ein Spieler nach zwei Strafen für unsportliches Verhalten in einem Spiel vom Spiel ausgeschlossen wird, wurde zur permanenten Regel ernannt.
- Die auch 2016 eingeführte Regel, dass der Snap nach einem Touchback an der 25-Yard Linie beginnt, wurde um ein Jahr verlängert.
- Spieler im Backfield werden ab jetzt für sogenannte "Crackback Blocks" bestraft, auch wenn sie nach dem Snap in Bewegung und weniger als zwei Yards von der Tackle Box entfernt sind.
- Spieler, die eine Pass-Route laufen, vom Regelwerk künftig als "Defenseless Player" betrachtet, stehen dadurch unter zusätzlichem Tackling-Schutz.

Im Mai 2017 beschlossen die Besitzer vier Regeländerungen. Die Overtime wurde von 15 auf 10 Minuten verkürzt und der Rostercut von 90 auf 75 Spieler abgeschafft. Zusätzlich wurde eingeführt, dass nun jedes Team zwei statt nur einen Spieler von der Injured Reserve List zurück in den Hauptkader holen darf. Die Regeln zum Feiern nach Big Plays und Touchdowns wurden auch gelockert. Spieler dürfen nun den Boden (z. B. Schneeengel) und den Ball als Requisite zum Feiern verwenden. Anstößige, spielverzögernde und verhöhnende Jubel sind aber weiterhin verboten.

## NFL Draft

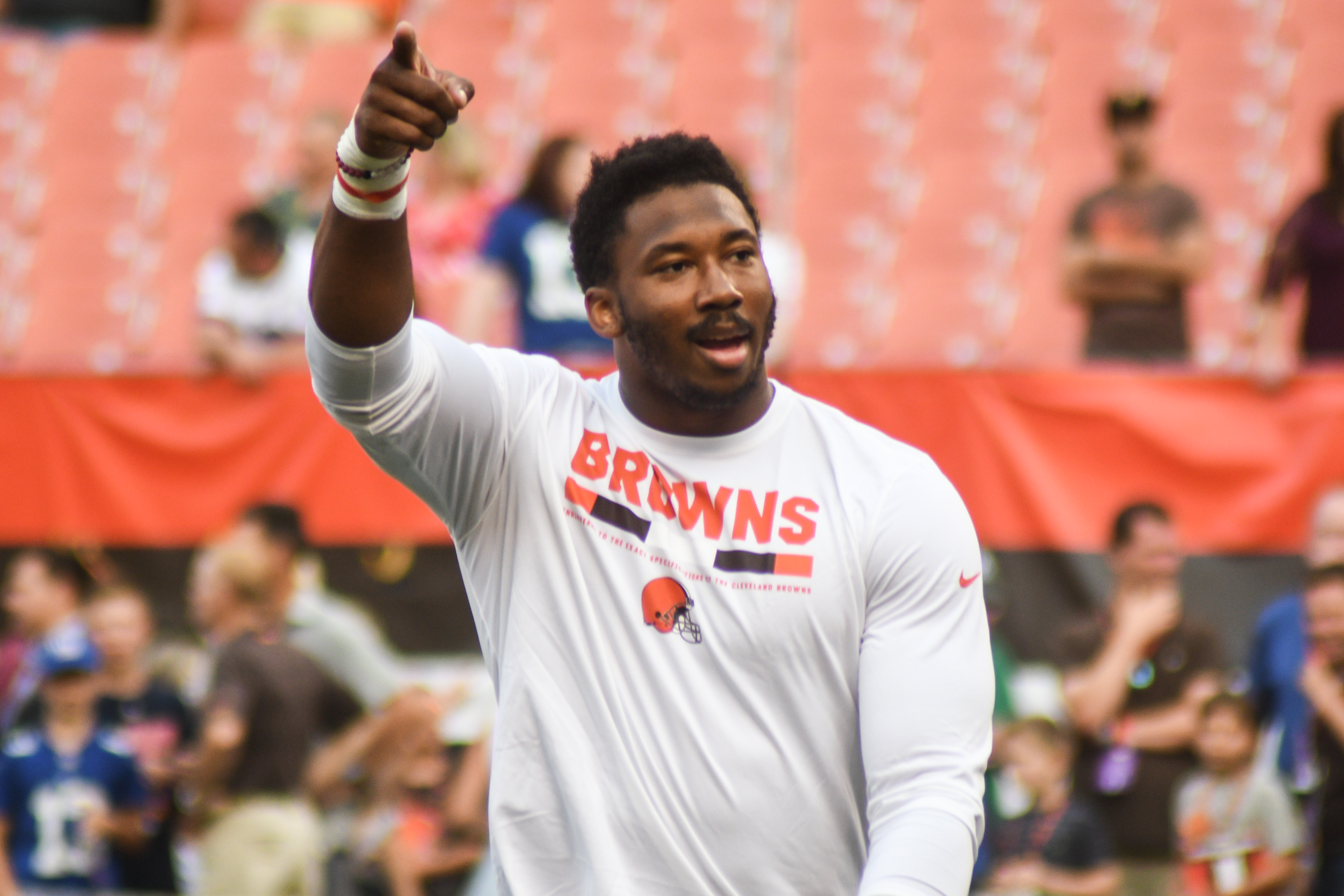
Myles Garrett wurde als erster Spieler im NFL Draft 2017 ausgewählt.

Der NFL Draft fand vom 27. bis 29. April 2017 in Philadelphia vor dem Philadelphia Museum of Art statt. Der Draft lief über sieben Runden, in denen 253 Spieler ausgewählt wurden. Da die Cleveland Browns in der abgelaufenen Saison 2016 den schlechtesten Record aufwiesen, hatten sie das Recht, den ersten Spieler im Draft auszuwählen. Mit dem Erstrunden-Pick wählten sie den Defensive End Myles Garrett von der Texas A&M University.

## Regular Season
Die Regular Season begann am 7. September 2017 mit dem Spiel des amtierenden Meisters New England Patriots gegen die Kansas City Chiefs. Sie umfasste 256 Spiele, die in 17 Spielwochen ausgetragen wurden, wobei jedes Team 16 Spiele absolvierte und eine spielfreie Woche (Bye Week) zwischen der vierten und der zwölften Woche hatte. 17 Spiele wurden als Monday Night Game ausgetragen. Am letzten Wochenende fanden alle Spiele am Sonntag statt. Es gab 17 Spiele am Donnerstag (Thursday Night) beginnend mit dem Eröffnungsspiel am 7. September und Spielen an Thanksgiving. In den 16 Spielen der 17. Woche trafen alle Mannschaften – wie seit 2010 üblich – auf einen Gegner aus ihrer Division. Das Spiel zwischen den Miami Dolphins und den Tampa Bay Buccaneers, das ursprünglich in der ersten Woche stattfinden sollte, wurde aufgrund des Hurrikans Irma in die Woche 11 verlegt.
Jedes Team spielte gegen 13 andere Teams. Zwei Mal spielte es gegen die drei anderen Teams aus seiner Division (zusammen sechs Spiele). Zusätzlich spielte jedes Team – auf Rotationsbasis – gegen alle vier Teams aus einer anderen Division seiner Conference (zusammen vier Spiele). Weitere zwei Spiele wurden gegen die zwei verbleibenden Teams derselben Conference ausgetragen, die in der Saison zuvor in ihrer Division auf demselben Platz endeten wie das gegnerische Team (wenn ein Team den dritten Platz belegt hatte, spielte es somit gegen alle drei Drittplatzierten seiner Conference). Die verbleibenden vier Spiele wurden im Inter-Conference-Vergleich ausgetragen. Auf Rotationsbasis treffen dazu jeweils zwei Divisionen zusammen. In der Saison 2017 sah der Spielplan dafür folgende Verteilung vor:
| Intraconference | Intraconference | Intraconference | Interconference | Interconference | Interconference |
| --------------- | --------------- | --------------- | --------------- | --------------- | --------------- |
| AFC East        | vs              | AFC West        | AFC East        | vs              | NFC South       |
| AFC North       | vs              | AFC South       | AFC North       | vs              | NFC North       |
| NFC East        | vs              | NFC West        | AFC South       | vs              | NFC West        |
| NFC North       | vs              | NFC South       | AFC West        | vs              | NFC East        |

### Spiele im Rahmen der NFL International Series
Wie bereits in den Vorjahren fanden Regular-Season-Spiele im Rahmen der NFL International Series statt. Zum ersten Mal wurden fünf Spiele außerhalb der USA ausgetragen: zwei Spiele im Wembley-Stadion, zwei Spiele im Twickenham Stadium und ein Spiel der Oakland Raiders im Aztekenstadion in Mexiko-Stadt.

### Division
| AFC East             | AFC East | AFC East | AFC East | AFC East | AFC East | AFC East | AFC East | AFC East | AFC East | AFC East |
| Team                 | S        | N        | U        | SQ       | P+       | P−       | Diff.    | DIV      | CONF     | Serie    |
| -------------------- | -------- | -------- | -------- | -------- | -------- | -------- | -------- | -------- | -------- | -------- |
| New England Patriots | 13       | 3        | 0        | 0,813    | 458      | 296      | +162     | 5–1      | 10–2     | 3S       |
| Buffalo Bills        | 9        | 7        | 0        | 0,563    | 302      | 359      | −57      | 3–3      | 7–5      | 1S       |
| Miami Dolphins       | 6        | 10       | 0        | 0,375    | 281      | 393      | −112     | 2–4      | 5–7      | 3N       |
| New York Jets        | 5        | 11       | 0        | 0,313    | 298      | 382      | −84      | 2–4      | 5–7      | 4N       |

| NFC East            | NFC East | NFC East | NFC East | NFC East | NFC East | NFC East | NFC East | NFC East | NFC East | NFC East |
| Team                | S        | N        | U        | SQ       | P+       | P−       | Diff.    | DIV      | CONF     | Serie    |
| ------------------- | -------- | -------- | -------- | -------- | -------- | -------- | -------- | -------- | -------- | -------- |
| Philadelphia Eagles | 13       | 3        | 0        | 0,813    | 457      | 295      | +162     | 5–1      | 10–2     | 1N       |
| Dallas Cowboys      | 9        | 7        | 0        | 0,563    | 354      | 332      | +22      | 5–1      | 7–5      | 1S       |
| Washington Redskins | 7        | 9        | 0        | 0,438    | 342      | 388      | −46      | 1–5      | 5–7      | 1N       |
| New York Giants     | 3        | 13       | 0        | 0,188    | 246      | 388      | −142     | 1–5      | 1–11     | 1S       |

| AFC North           | AFC North | AFC North | AFC North | AFC North | AFC North | AFC North | AFC North | AFC North | AFC North | AFC North |
| Team                | S         | N         | U         | SQ        | P+        | P−        | Diff.     | DIV       | CONF      | Serie     |
| ------------------- | --------- | --------- | --------- | --------- | --------- | --------- | --------- | --------- | --------- | --------- |
| Pittsburgh Steelers | 13        | 3         | 0         | 0,813     | 406       | 308       | +98       | 6–0       | 10–2      | 2S        |
| Baltimore Ravens    | 9         | 7         | 0         | 0,563     | 395       | 303       | +92       | 3–3       | 7–5       | 1N        |
| Cincinnati Bengals  | 7         | 9         | 0         | 0,438     | 290       | 349       | −59       | 3–3       | 6–6       | 2S        |
| Cleveland Browns    | 0         | 16        | 0         | 0,000     | 234       | 410       | −176      | 0–6       | 0–12      | 16N       |

| NFC North         | NFC North | NFC North | NFC North | NFC North | NFC North | NFC North | NFC North | NFC North | NFC North | NFC North |
| Team              | S         | N         | U         | SQ        | P+        | P−        | Diff.     | DIV       | CONF      | Serie     |
| ----------------- | --------- | --------- | --------- | --------- | --------- | --------- | --------- | --------- | --------- | --------- |
| Minnesota Vikings | 13        | 3         | 0         | 0,813     | 382       | 252       | +130      | 5–1       | 10–2      | 3S        |
| Detroit Lions     | 9         | 7         | 0         | 0,563     | 410       | 376       | +34       | 5–1       | 8–4       | 1S        |
| Green Bay Packers | 7         | 9         | 0         | 0,438     | 320       | 384       | −64       | 2–4       | 5–7       | 3N        |
| Chicago Bears     | 5         | 11        | 0         | 0,313     | 264       | 320       | −56       | 0–6       | 1–11      | 1N        |

| AFC South            | AFC South | AFC South | AFC South | AFC South | AFC South | AFC South | AFC South | AFC South | AFC South | AFC South |
| Team                 | S         | N         | U         | SQ        | P+        | P−        | Diff.     | DIV       | CONF      | Serie     |
| -------------------- | --------- | --------- | --------- | --------- | --------- | --------- | --------- | --------- | --------- | --------- |
| Jacksonville Jaguars | 10        | 6         | 0         | 0,625     | 417       | 268       | +149      | 4–2       | 9–3       | 1N        |
| Tennessee Titans     | 9         | 7         | 0         | 0,563     | 334       | 356       | −22       | 5–1       | 8–4       | 1S        |
| Indianapolis Colts   | 4         | 12        | 0         | 0,250     | 263       | 404       | −141      | 2–4       | 3–9       | 1S        |
| Houston Texans       | 4         | 12        | 0         | 0,250     | 338       | 436       | −98       | 1–5       | 3–9       | 6N        |

| NFC South            | NFC South | NFC South | NFC South | NFC South | NFC South | NFC South | NFC South | NFC South | NFC South | NFC South |
| Team                 | S         | N         | U         | SQ        | P+        | P−        | Diff.     | DIV       | CONF      | Serie     |
| -------------------- | --------- | --------- | --------- | --------- | --------- | --------- | --------- | --------- | --------- | --------- |
| New Orleans Saints   | 11        | 5         | 0         | 0,688     | 448       | 326       | +122      | 4–2       | 8–4       | 1N        |
| Carolina Panthers    | 11        | 5         | 0         | 0,688     | 363       | 327       | +36       | 3–3       | 7–5       | 1N        |
| Atlanta Falcons      | 10        | 6         | 0         | 0,625     | 353       | 315       | +38       | 4–2       | 9–3       | 1S        |
| Tampa Bay Buccaneers | 5         | 11        | 0         | 0,313     | 335       | 382       | −47       | 1–5       | 3–9       | 1S        |

| AFC West             | AFC West | AFC West | AFC West | AFC West | AFC West | AFC West | AFC West | AFC West | AFC West | AFC West |
| Team                 | S        | N        | U        | SQ       | P+       | P−       | Diff.    | DIV      | CONF     | Serie    |
| -------------------- | -------- | -------- | -------- | -------- | -------- | -------- | -------- | -------- | -------- | -------- |
| Kansas City Chiefs   | 10       | 6        | 0        | 0,625    | 415      | 339      | +76      | 5–1      | 8–4      | 4S       |
| Los Angeles Chargers | 9        | 7        | 0        | 0,563    | 355      | 272      | +83      | 3–3      | 6–6      | 2S       |
| Oakland Raiders      | 6        | 10       | 0        | 0,375    | 301      | 373      | −72      | 2–4      | 5–7      | 4N       |
| Denver Broncos       | 5        | 11       | 0        | 0,313    | 289      | 382      | −93      | 2–4      | 4–8      | 2N       |

| NFC West            | NFC West | NFC West | NFC West | NFC West | NFC West | NFC West | NFC West | NFC West | NFC West | NFC West |
| Team                | S        | N        | U        | SQ       | P+       | P−       | Diff.    | DIV      | CONF     | Serie    |
| ------------------- | -------- | -------- | -------- | -------- | -------- | -------- | -------- | -------- | -------- | -------- |
| Los Angeles Rams    | 11       | 5        | 0        | 0,688    | 478      | 329      | +149     | 4–2      | 7–5      | 1N       |
| Seattle Seahawks    | 9        | 7        | 0        | 0,563    | 366      | 332      | +34      | 4–2      | 7–5      | 1N       |
| Arizona Cardinals   | 8        | 8        | 0        | 0,500    | 295      | 361      | −66      | 3–3      | 5–7      | 2S       |
| San Francisco 49ers | 6        | 10       | 0        | 0,375    | 331      | 383      | −52      | 1–5      | 3–9      | 5S       |

Quelle: nfl.com

### Conference
| AFC             | AFC                  | AFC             | AFC             | AFC             | AFC             | AFC             | AFC             | AFC             | AFC             |
| Platz           | Team                 | Division        | S               | N               | U               | SQ              | DIV             | CONF            | Serie           |
| Divisionssieger | Divisionssieger      | Divisionssieger | Divisionssieger | Divisionssieger | Divisionssieger | Divisionssieger | Divisionssieger | Divisionssieger | Divisionssieger |
| --------------- | -------------------- | --------------- | --------------- | --------------- | --------------- | --------------- | --------------- | --------------- | --------------- |
| 1               | New England Patriots | East            | 13              | 3               | 0               | 0,813           | 5–1             | 10–2            | 3S              |
| 2               | Pittsburgh Steelers  | North           | 13              | 3               | 0               | 0,813           | 6–0             | 10–2            | 2S              |
| 3               | Jacksonville Jaguars | South           | 10              | 6               | 0               | 0,625           | 4–2             | 9–3             | 1N              |
| 4               | Kansas City Chiefs   | West            | 10              | 6               | 0               | 0,625           | 5–1             | 8–4             | 4S              |
| Wild Cards      |                      |                 |                 |                 |                 |                 |                 |                 |                 |
| 5               | Tennessee Titans     | South           | 9               | 7               | 0               | 0,563           | 5–1             | 8–4             | 1S              |
| 6               | Buffalo Bills        | East            | 9               | 7               | 0               | 0,563           | 3–3             | 7–5             | 1S              |
| Ausgeschieden   |                      |                 |                 |                 |                 |                 |                 |                 |                 |
| 7               | Baltimore Ravens     | North           | 9               | 7               | 0               | 0,563           | 3–3             | 7–5             | 1N              |
| 8               | Los Angeles Chargers | West            | 9               | 7               | 0               | 0,563           | 3–3             | 6–6             | 2S              |
| 9               | Cincinnati Bengals   | North           | 7               | 9               | 0               | 0,438           | 3–3             | 6–6             | 2S              |
| 10              | Oakland Raiders      | West            | 6               | 10              | 0               | 0,375           | 2–4             | 5–7             | 4N              |
| 11              | Miami Dolphins       | East            | 6               | 10              | 0               | 0,375           | 2–4             | 5–7             | 3N              |
| 12              | Denver Broncos       | West            | 5               | 11              | 0               | 0,313           | 2–4             | 4–8             | 2N              |
| 13              | New York Jets        | East            | 5               | 11              | 0               | 0,313           | 2–4             | 5–7             | 4N              |
| 14              | Indianapolis Colts   | South           | 4               | 12              | 0               | 0,250           | 2–4             | 3–9             | 1S              |
| 15              | Houston Texans       | South           | 4               | 12              | 0               | 0,250           | 1–5             | 3–9             | 6N              |
| 16              | Cleveland Browns     | North           | 0               | 16              | 0               | 0,000           | 0–6             | 0–12            | 16N             |

| NFC             | NFC                  | NFC             | NFC             | NFC             | NFC             | NFC             | NFC             | NFC             | NFC             |
| Platz           | Team                 | Division        | S               | N               | U               | SQ              | DIV             | CONF            | Serie           |
| Divisionssieger | Divisionssieger      | Divisionssieger | Divisionssieger | Divisionssieger | Divisionssieger | Divisionssieger | Divisionssieger | Divisionssieger | Divisionssieger |
| --------------- | -------------------- | --------------- | --------------- | --------------- | --------------- | --------------- | --------------- | --------------- | --------------- |
| 1               | Philadelphia Eagles  | East            | 13              | 3               | 0               | 0,813           | 5–1             | 10–2            | 1N              |
| 2               | Minnesota Vikings    | North           | 13              | 3               | 0               | 0,813           | 5–1             | 10–2            | 3S              |
| 3               | Los Angeles Rams     | West            | 11              | 5               | 0               | 0,688           | 4–2             | 7–5             | 1N              |
| 4               | New Orleans Saints   | South           | 11              | 5               | 0               | 0,688           | 4–2             | 8–4             | 1N              |
| Wild Cards      |                      |                 |                 |                 |                 |                 |                 |                 |                 |
| 5               | Carolina Panthers    | South           | 11              | 5               | 0               | 0,688           | 3–3             | 7–5             | 1N              |
| 6               | Atlanta Falcons      | South           | 10              | 6               | 0               | 0,625           | 4–2             | 9–3             | 1S              |
| Ausgeschieden   |                      |                 |                 |                 |                 |                 |                 |                 |                 |
| 7               | Detroit Lions        | North           | 9               | 7               | 0               | 0,563           | 5–1             | 8–4             | 1S              |
| 8               | Seattle Seahawks     | West            | 9               | 7               | 0               | 0,563           | 4–2             | 7–5             | 1N              |
| 9               | Dallas Cowboys       | East            | 9               | 7               | 0               | 0,563           | 5–1             | 7–5             | 1S              |
| 10              | Arizona Cardinals    | West            | 8               | 8               | 0               | 0,500           | 3–3             | 5–7             | 2S              |
| 11              | Green Bay Packers    | North           | 7               | 9               | 0               | 0,438           | 2–4             | 5–7             | 3N              |
| 12              | Washington Redskins  | East            | 7               | 9               | 0               | 0,438           | 1–5             | 5–7             | 1N              |
| 13              | San Francisco 49ers  | West            | 6               | 10              | 0               | 0,375           | 1–5             | 3–9             | 5S              |
| 14              | Tampa Bay Buccaneers | South           | 5               | 11              | 0               | 0,313           | 1–5             | 3–9             | 1S              |
| 15              | Chicago Bears        | North           | 5               | 11              | 0               | 0,313           | 0–6             | 1–11            | 1N              |
| 16              | New York Giants      | East            | 3               | 13              | 0               | 0,188           | 1–5             | 1–11            | 1S              |

Quelle: nfl.com
Legende:
| Siege              | Niederlagen           | Unentschieden         | SQ gewonnene Spiele (relativ) | Serie Gewonnene / verlorene Spiele in Folge | DIV Gewonnene / verlorene Spiele in der Division    |
| P+ gemachte Punkte | P− gegnerische Punkte | Diff. Punktedifferenz | TD erzielte Touchdowns        | Playoff-Teilnehmer                          | CONF Gewonnene / verlorene Spiele in der Conference |

Tie-Breaker 2017
- New England sicherte sich den ersten Platz in der Play-off-Setzliste der AFC vor Pittsburgh aufgrund ihres 27:24-Sieges im direkten Duell in Woche 15.
- Jacksonville sicherte sich den dritten Platz in der Play-off-Setzliste der AFC vor Kansas City aufgrund ihrer besseren Conference-Bilanz (9–3 gegenüber 8–4 von Kansas City).
- Tennessee, die Los Angeles Chargers, Buffalo und Baltimore beendeten alle die Saison mit einer 9-7 Bilanz. Tennessee konnten aufgrund der besten Conference-Bilanz der vier Teams (8-4 zu 7-5 von Buffalo, 7-5 von Baltimore und 6-6 der Los Angeles Chargers) den fünften Play-off-Platz für sich beanspruchen. Den letzten Wild-Card Platz der AFC konnte sich Buffalo sichern, da ihr strength of victory (SOV) (deutsch für: Stärke der besiegten Teams) höher ausfiel, als der von Baltimore (0,396 gegenüber 0,299 von Baltimore).
- Indianapolis beendete die Saison vor Houston in der AFC South aufgrund ihrer zwei direkten Siege.
- Philadelphia sicherte sich den ersten Platz in der Play-off-Setzliste der NFC vor Minnesota aufgrund ihrer besseren Bilanz gegen gemeinsame Gegner (5–0 gegenüber 4–1 von Minnesota).
- New Orleans beendete die Saison vor Carolina in der NFC South aufgrund ihrer zwei direkten Siege.
- Die Los Angeles Rams sicherten sich den dritten Platz in der Play-off-Setzliste der NFC vor New Orleans aufgrund ihres 26:20-Sieges im direkten Duell in Woche 12.

## Play-offs
Die Play-offs begannen am 6. Januar 2018 mit der Wild Card Round und endeten am 4. Februar 2018 mit dem Super Bowl LII im U.S. Bank Stadium in Minneapolis. Das Spiel konnten die Philadelphia Eagles mit 41:33 gegen die New England Patriots gewinnen. Mit dem Sieg konnten die Eagles zum ersten Mal in ihrer Geschichte den Super Bowl gewinnen. Zum Super Bowl MVP wurde Nick Foles gekürt. Insgesamt konnten beide Mannschaften 1.151 Yards überbrücken, was zuvor in keinem anderen Super Bowl erreicht wurde. Es war nach dem Super Bowl XXVI von 1992 der zweite Super Bowl, der in Minneapolis stattfand. Geleitet wurde die Partie vom Unparteiischen Gene Steratore.
|  |                                   |                                   |                                   |             |    |                                    |                  |                  |   |              |                                    |                                    |                                    |                             |                             |                             |              |            |
|  | Wild Card Round                   | Wild Card Round                   | Wild Card Round                   |             |    | Divisional Round                   | Divisional Round | Divisional Round |   |              | Conference Championships           | Conference Championships           | Conference Championships           |                             |                             | Super Bowl                  | Super Bowl   | Super Bowl |
|  | Wild Card Round                   | Wild Card Round                   | Wild Card Round                   |             |    | Divisional Round                   | Divisional Round | Divisional Round |   |              | Conference Championships           | Conference Championships           | Conference Championships           |                             |                             | Super Bowl                  | Super Bowl   | Super Bowl |
|  |                                   |                                   |                                   |             |    |                                    |                  |                  |   |              |                                    |                                    |                                    |                             |                             |                             |              |            |
|  |                                   |                                   |                                   |             |    | 13. Jan. – Gillette Stadium        |                  |                  |   |              |                                    |                                    |                                    |                             |                             |                             |              |            |
|  | 6. Jan. – Arrowhead Stadium       |                                   |                                   |             |    |                                    |                  |                  |   |              |                                    |                                    |                                    |                             |                             |                             |              |            |
|  |                                   |                                   | 1                                 | New England | 35 |                                    |                  |                  |   |              |                                    |                                    |                                    |                             |                             |                             |              |            |
|  | 4                                 | Kansas City                       | 1                                 | New England | 35 | 21                                 |                  |                  |   |              |                                    |                                    |                                    |                             |                             |                             |              |            |
|  | 4                                 | Kansas City                       |                                   |             | 5  | 21                                 | Tennessee        | 14               |   |              | 21. Jan. – Gillette Stadium        | 21. Jan. – Gillette Stadium        | 21. Jan. – Gillette Stadium        |                             |                             |                             |              |            |
|  | 5                                 | Tennessee                         | 22                                |             |    |                                    |                  | 14               |   |              |                                    | 21. Jan. – Gillette Stadium        | 21. Jan. – Gillette Stadium        |                             |                             |                             |              |            |
|  | 5                                 | Tennessee                         | 22                                |             |    |                                    |                  |                  | 1 | New England  | 24                                 |                                    |                                    |                             |                             |                             |              |            |
|  |                                   |                                   |                                   |             |    |                                    |                  |                  | 1 | New England  | 24                                 |                                    |                                    |                             |                             |                             |              |            |
|  |                                   |                                   |                                   |             |    |                                    |                  |                  |   |              | 3                                  | Jacksonville                       | 20                                 |                             |                             |                             |              |            |
|  |                                   |                                   |                                   |             |    | 14. Jan. – Heinz Field             |                  |                  |   |              | 3                                  | Jacksonville                       | 20                                 |                             |                             |                             |              |            |
|  | 7. Jan. – EverBank Field          | 7. Jan. – EverBank Field          | 7. Jan. – EverBank Field          |             |    | AFC Championship                   | AFC Championship | AFC Championship |   |              |                                    |                                    |                                    |                             |                             |                             |              |            |
|  | 7. Jan. – EverBank Field          | 7. Jan. – EverBank Field          | 7. Jan. – EverBank Field          |             |    | AFC Championship                   | AFC Championship | AFC Championship | 2 | Pittsburgh   | 42                                 |                                    |                                    |                             |                             |                             |              |            |
|  | 3                                 | Jacksonville                      | 10                                |             |    |                                    |                  |                  | 2 | Pittsburgh   | 42                                 |                                    |                                    |                             |                             |                             |              |            |
|  | 3                                 | Jacksonville                      | 10                                |             |    | 3                                  | Jacksonville     | 45               |   |              |                                    |                                    |                                    | 4. Feb. – U.S. Bank Stadium | 4. Feb. – U.S. Bank Stadium | 4. Feb. – U.S. Bank Stadium |              |            |
|  | 6                                 | Buffalo                           | 3                                 |             |    | 3                                  | Jacksonville     | 45               |   |              |                                    |                                    |                                    | 4. Feb. – U.S. Bank Stadium | 4. Feb. – U.S. Bank Stadium | 4. Feb. – U.S. Bank Stadium |              |            |
|  | 6                                 | Buffalo                           | 3                                 |             |    |                                    |                  |                  |   |              |                                    |                                    |                                    | A1                          | New England                 | 33                          |              |            |
|  |                                   |                                   |                                   |             |    |                                    |                  |                  |   |              |                                    |                                    |                                    | A1                          | New England                 | 33                          |              |            |
|  |                                   |                                   |                                   |             |    |                                    |                  |                  |   |              |                                    |                                    |                                    |                             |                             | N1                          | Philadelphia | 41         |
|  |                                   |                                   |                                   |             |    | 13. Jan. – Lincoln Financial Field |                  |                  |   |              |                                    |                                    |                                    |                             |                             | N1                          | Philadelphia | 41         |
|  | 6. Jan. – L.A. Memorial Coliseum  | 6. Jan. – L.A. Memorial Coliseum  | 6. Jan. – L.A. Memorial Coliseum  |             |    |                                    |                  |                  |   |              | Super Bowl LII                     | Super Bowl LII                     | Super Bowl LII                     |                             |                             |                             |              |            |
|  | 6. Jan. – L.A. Memorial Coliseum  | 6. Jan. – L.A. Memorial Coliseum  | 6. Jan. – L.A. Memorial Coliseum  |             |    | 1                                  | Philadelphia     | 15               |   |              | Super Bowl LII                     | Super Bowl LII                     | Super Bowl LII                     |                             |                             |                             |              |            |
|  | 3                                 | L.A. Rams                         | 13                                |             |    | 1                                  | Philadelphia     | 15               |   |              |                                    |                                    |                                    |                             |                             |                             |              |            |
|  | 3                                 | L.A. Rams                         | 13                                |             |    | 6                                  | Atlanta          | 10               |   |              | 21. Jan. – Lincoln Financial Field | 21. Jan. – Lincoln Financial Field | 21. Jan. – Lincoln Financial Field |                             |                             |                             |              |            |
|  | 6                                 | Atlanta                           | 26                                |             |    | 6                                  | Atlanta          | 10               |   |              |                                    | 21. Jan. – Lincoln Financial Field | 21. Jan. – Lincoln Financial Field |                             |                             |                             |              |            |
|  | 6                                 | Atlanta                           | 26                                |             |    |                                    |                  |                  | 1 | Philadelphia | 38                                 |                                    |                                    |                             |                             |                             |              |            |
|  |                                   |                                   |                                   |             |    |                                    |                  |                  | 1 | Philadelphia | 38                                 |                                    |                                    |                             |                             |                             |              |            |
|  |                                   |                                   |                                   |             |    |                                    |                  |                  |   |              | 2                                  | Minnesota                          | 7                                  |                             |                             |                             |              |            |
|  |                                   |                                   |                                   |             |    | 14. Jan. – U.S. Bank Stadium       |                  |                  |   |              | 2                                  | Minnesota                          | 7                                  |                             |                             |                             |              |            |
|  | 7. Jan. – Mercedes-Benz Superdome | 7. Jan. – Mercedes-Benz Superdome | 7. Jan. – Mercedes-Benz Superdome |             |    | NFC Championship                   | NFC Championship | NFC Championship |   |              |                                    |                                    |                                    |                             |                             |                             |              |            |
|  | 7. Jan. – Mercedes-Benz Superdome | 7. Jan. – Mercedes-Benz Superdome | 7. Jan. – Mercedes-Benz Superdome |             |    | NFC Championship                   | NFC Championship | NFC Championship | 2 | Minnesota    | 29                                 |                                    |                                    |                             |                             |                             |              |            |
|  | 4                                 | New Orleans                       | 31                                |             |    |                                    |                  |                  | 2 | Minnesota    | 29                                 |                                    |                                    |                             |                             |                             |              |            |
|  | 4                                 | New Orleans                       | 31                                |             |    | 4                                  | New Orleans      | 24               |   |              |                                    |                                    |                                    |                             |                             |                             |              |            |
|  | 5                                 | Carolina                          | 26                                |             |    | 4                                  | New Orleans      | 24               |   |              |                                    |                                    |                                    |                             |                             |                             |              |            |
|  | 5                                 | Carolina                          | 26                                |             |    |                                    |                  |                  |   |              |                                    |                                    |                                    |                             |                             |                             |              |            |

## Pro Bowl
Der Pro Bowl wurde am 28. Januar 2018 – genau eine Woche vor dem Super Bowl LII – im Camping World Stadium in Orlando, Florida ausgetragen. Die Teams wurden von Mike Tomlin (AFC) und Sean Payton (NFC) betreut. Die AFC gewann das Spiel.

## Proteste gegen Rassismus
In der Preseason der Saison 2017 begann Michael Bennett von den Seattle Seahawks nach dem rechtsextremen Anschlag in Charlottesville damit, während der Nationalhymne nicht zu stehen. In der zweiten Woche der Preseason knieten zwölf Spieler der Cleveland Browns, darunter mit Tight End Seth DeValve auch der erste Weiße. Am dritten Spieltag der Regular Season geriet neue Dynamik in den Protest, nachdem US-Präsident Donald Trump die Entlassung aller protestierenden Spieler gefordert hatte. Die Spieler der Seahawks, Titans und Steelers blieben während der Hymne in der Kabine und über 200 Spieler sowie Trainer und erstmals auch Franchise-Besitzer knieten oder verschränkten ihre Arme ineinander. Auch Basketballstars wie LeBron James zeigten Solidarität, Musiker wie Stevie Wonder und Pharrell Williams knieten vor Auftritten.

## Trivia

### Auszeichnungen
Am 3. Februar 2018, dem Abend vor dem Super Bowl LII, wurden die besten Spieler der abgelaufenen Saison 2017 geehrt.
| Award                             | Gewinner          | Position         | Team                 |
| --------------------------------- | ----------------- | ---------------- | -------------------- |
| AP Most Valuable Player           | Tom Brady         | Quarterback      | New England Patriots |
| AP Offensive Player of the Year   | Todd Gurley       | Runningback      | Los Angeles Rams     |
| AP Defensive Player of the Year   | Aaron Donald      | Defensive Tackle | Los Angeles Rams     |
| AP Coach of the Year              | Sean McVay        | Head Coach       | Los Angeles Rams     |
| Pepsi NFL Rookie of the Year      | Alvin Kamara      | Runningback      | New Orleans Saints   |
| AP Offensive Rookie of the Year   | Alvin Kamara      | Runningback      | New Orleans Saints   |
| AP Defensive Rookie of the Year   | Marshon Lattimore | Cornerback       | New Orleans Saints   |
| AP Comeback Player of the Year    | Keenan Allen      | Wide Receiver    | Los Angeles Chargers |
| Walter Payton NFL Man of the Year | J. J. Watt        | Defensive End    | Houston Texans       |

### Rekorde
Woche 1
- Kareem Hunt, Runningback der Kansas City Chiefs, gelang es in der Auftaktbegegnung gegen die New England Patriots den Rekord für die meisten yards from scrimmage (246 Yards) in einem NFL-Debüt aufzustellen. Dabei erlief er 148 Yards und fing für 98 Yards.[24]

Woche 2
- Antonio Gates, Tight End der Los Angeles Chargers, zog mit seinem 112. Touchdown in der zweiten Woche an Tony Gonzalez vorbei und ist somit der Tight End mit den meisten Touchdowns.[25]
- Aaron Rodgers, Quarterback der Green Bay Packers, hat mit seinen zwei Touchdown-Pässen gegen die Atlanta Falcons seinen 300. Touchdown-Pass geworfen und dadurch eine NFL-Bestmarke gebrochen. Er benötigte dafür sowohl weniger Spiele (144) als auch weniger Versuche (4.742) als alle anderen Quarterbacks zuvor.[26] Zudem erzielte er bis zum erreichen der Bestmarke mit 74 abgefangenen Pässen die wenigsten Interceptions.[27][28]

Woche 3
- Odell Beckham Jr. gelang es als erstem Spieler der Geschichte, in seinen ersten 45 Spielen 300 Pässe zu fangen.[29]
- Jake Elliots 61-Yard-Field-Goal ist das längste, das je einem Rookie-Kicker gelang.[30]

Woche 6
- Tom Brady, Quarterback der New England Patriots, schaffte in der sechsten Woche im Spiel gegen die New York Jets seinen 187. Sieg in der Regular Season. Damit zog er an Brett Favre und Peyton Manning (186) vorbei.[31]

Woche 7
- Eddie Jackson, Safety der Chicago Bears, ist der erste Verteidiger der NFL-Geschichte, der in einem Spiel zwei Touchdowns mit jeweils mindestens 75 Yards bis zur Endzone erlaufen konnte – durch ein Fumble und eine Interception gegen die Carolina Panthers.[32]

Woche 9
- Matt Ryan warf in seinen ersten 150 Spielen für 39,858 Yards und brach damit den Rekord von Drew Brees, der in seinen ersten 150 Spielen für 39,297 Yards warf.[33]

Woche 10
- Matt Ryan, Quarterback der Atlanta Falcons, erreichte im Spiel gegen die Dallas Cowboys die 40.000-Passing-Yards-Marke so schnell wie kein anderer NFL-Quarterback zuvor. Der 32-Jährige benötigte 151 Partien. Der bisherige Rekordhalter, Drew Brees von den New Orleans Saints, benötigte 152 Spiele.[34]

Woche 12
- Julio Jones’ 563 gefangene Pässe für 8.649 Yards in seinen ersten 90 Spielen sind ein neuer NFL-Rekord.[35]
- Vor Russell Wilson gelang es keinem anderen Quarterback, in seinen ersten 6 Saisons 63 Spiele zu gewinnen.[36]

Woche 13
- Tom Brady, Quarterback der New England Patriots, feierte beim 23:3-Erfolg gegen die Buffalo Bills seinen 27. Sieg – kein anderer Quarterback hat jemals mehr Siege gegen ein einziges Team eingefahren.[37]

Woche 14
- Ben Roethlisberger, Quarterback der Pittsburgh Steelers, warf beim Spiel gegen die Baltimore Ravens 506 Yards und ist damit der erste Quarterback in der NFL-Geschichte mit über 500 geworfenen Yards in drei Spielen.[38]
- Nachdem Larry Fitzgerald in Woche 11 Tony Gonzalez[39] und in Woche 13 Isaac Bruce[40] bei den receiving yards in der gesamten Karriere überholt hatte, konnte Fitzgerald mit einem 23-Yard Fang Randy Moss in der Kategorie überholen und liegt nun mit 15.545 Receiving Yards auf den dritten Platz.[41]

Woche 16
- Die New England Patriots gewannen gegen die Buffalo Bills ihr 12. Spiel der Saison. Dadurch haben die Patriots mindestens 12 Spiele in acht aufeinanderfolgenden NFL-Saisons gewonnen (2010–2017) und übertreffen damit die Indianapolis Colts (2003–2009).
- Drew Brees, Quarterback der New Orleans Saints, erreichte im Spiel gegen die Atlanta Falcons die 70.000-Passing-Yards-Marke so schnell wie kein anderer NFL-Quarterback zuvor. Der 38-Jährige benötigte 248 Partien. Zudem warf er im zwölften Jahr in Folge mindestens 4.000 Yards, der dadurch seinen NFL-Rekord weiter ausbauen konnte.[42]

Woche 17
- Nach der Niederlage der Cleveland Browns gegen die Pittsburgh Steelers waren die Browns die zweite Mannschaft nach den Detroit Lions 2008, die in der gesamten Saison kein Spiel gewannen.[43]
- Erstmals seit 1999 stehen die Buffalo Bills wieder in den Play-offs. Am 8. Januar 2000 bestritten sie ihr letztes Spiel in der K.-o.-Runde.[44][45]
- Frank Gore übertraf die 14.000-Rushing-Yards-Marke. Er ist nach Emmitt Smith, Walter Payton, Barry Sanders und Curtis Martin erst der fünfte Spieler in der NFL, der diese Marke erreichte.[46]

Wild Card Round
- Die Tennessee Titans sind das dritte Team in der Geschichte der NFL, das auswärts nach einem 18-Punkte-Rückstand noch ein Play-off-Spiel gewinnen konnte. Die Cowboys sind nach einem 3:21-Rückstand in der ersten Halbzeit noch zu einem 30:28-Sieg gegen die 49ers im Dezember 1972 gekommen, die Lions konnten einen 7:27-Rückstand gegen die 49ers im Dezember 1957 noch zu einem 31:27-Sieg umwandeln.[47]
- Beim dritten Versuch an der 6-Yard-Linie der Chiefs warf Marcus Mariota einen Pass, der von Darrelle Revis abgefälscht wurde und dadurch wieder in die Hände von Mariota fiel, der mit dem Ball sofort zu einem Touchdown lief. Er ist damit der erste Quarterback in der Geschichte der NFL-Postseason, der einen vollständigen Touchdownpass zu sich selber warf.[48] Mit der Aktion ist er auch der erste Spieler in der Ära des Super Bowls mit einem gepassten und einem gefangenen Touchdown im selben Play-off-Spiel.[49]

Divisional Round
- Beim 29:24-Sieg der Minnesota Vikings über die New Orleans Saints wurde erstmals in der Geschichte der NFL ein Play-off-Spiel durch einen Touchdown im letzten Spielzug entschieden.[50]

Super Bowl LII
- Mit der Teilnahme am Super Bowl LII erhöhten Tom Brady und Bill Belichick als Quarterback/Headcoach-Duo den Rekord für gemeinsame Super Bowl Teilnahmen auf acht.[17]
- Mit der Teilnahme am Super Bowl LII haben die Patriots zum zehnten Mal an einem Super Bowl teilgenommen und dadurch ihren eigenen Rekord ausgebaut.[17]
- Tom Bradys 357 Passversuche, 235 angekommene Pässe, 2.576 geworfene Yards und 18 geworfene Touchdowns in allen seinen gespielten Super Bowls sind jeweils alles Super-Bowl-Karriere-Rekorde.[17]
- Tom Brady hat den Rekord für die geworfenen Yards in einem Super Bowl auf 505 erhöht.[17]
- Die 33 Punkte der Patriots sind die meisten Punkten, die ein Verliererteam im Super Bowl erspielt hat.[17]
- Die Patriots haben den Super-Bowl-Rekord für die meisten Total-Yards auf 613, die meisten Passing-Yards auf 505 erhöht und mit null Punts die wenigsten Punts in einem Super Bowl gehabt.[17]
- Die Eagles und die Patriots haben gemeinsam einige Super-Bowl-Rekorde aufgestellt: 42 Pässe, die zum first-down führten, 1.151 Total-Yards, 874 Passing-Yards, mit einem Punt die wenigsten Punts in einem Spiel und vier verschossene PATs.[17]
- Jake Elliotts 46-Yard-Field-Goal ist das längste, das je einem Rookie-Kicker in einem Super Bowl gelang.[51]

### Saisonbestleistungen
Folgende Saisonbestleistungen wurden 2017 erreicht:
| Statistikwert           | Spieler                                                    | Wert  |
| ----------------------- | ---------------------------------------------------------- | ----- |
| Geworfene Yards         | Tom Brady (NE)                                             | 4.577 |
| Geworfene Touchdowns    | Russell Wilson (SEA)                                       | 34    |
| Erlaufene Yards         | Kareem Hunt (KC)                                           | 1.327 |
| Erlaufene Touchdowns    | Todd Gurley (LAR)                                          | 13    |
| Fänge (receptions)      | Jarvis Landry (MIA)                                        | 112   |
| Gefangene Yards         | Antonio Brown (PIT)                                        | 1.533 |
| Gefangene Touchdowns    | DeAndre Hopkins (HOU)                                      | 13    |
| Tackles                 | Preston Brown (BUF) Blake Martinez (GB) Joe Schobert (CLE) | 144   |
| Sacks                   | Chandler Jones (ARI)                                       | 17,0  |
| Interceptions           | Kevin Byard (TEN) Darius Slay (DET)                        | 8     |
| erzwungene Fumbles      | Yannick Ngakoue (JAX)                                      | 6     |
| gepuntete Yards         | Shane Lechler (HOU)                                        | 4.507 |
| verwandelte Field Goals | Robbie Gould (SFO)                                         | 39    |
| erzielte Punkte         | Greg Zuerlein (LAR)                                        | 158   |